# Ван (озеро)
Ван (тур. Van Gölü, арм. Վանա լիճ, курд. Gola Wanê, осман. وان كولى‎) — бессточное солёное озеро, расположенное в восточной части современной Турции (регион Восточная Анатолия), на Армянском нагорье. Озеро Ван — самое большое содовое озеро в мире и четвёртое по величине непересыхающее бессточное озеро.

## Названия озера и этимология
В доурартский период озеро Ван называлось у ассирийцев «морем страны Наири» (tâmtu ša mât Nairi), причём вероятно, что слово «Наири» на ассирийском языке означало «хурриты». Урартское название озера Ван точно не известно, однако по отдельным упоминаниям древнегреческих географов предполагается, что урарты называли его «Арсене» (др.-греч. Ἀρσηνή, Страбон XI, гл. XIV, 3). Кроме этого, многие античные авторы использовали название «Тоспитис» или «Топитис» (др.-греч. Θωπι̂τις, лат. Thospites), которое восходит к названию урартской столицы, городу Тушпа. Этот же корень сохранился у армянских средневековых историков в форме «Тосп» (арм. Տոսպ) или «Тосб» (арм. Տոսբ, Мовсес Хоренаци III, 35; Фавстос Бузанд IV, 55, 58 и V, 37), которые также использовали названия «Бзнунийское море» (арм. Բզնունեաց ծով) и «Рштунийское море» (арм. Ռշտունեաց ծով), по названию правящих родов в районе озера — Бзнуни и Рштуни.
Современное название «Ван» вероятно восходит к урартскому слову Биайни(ли), которое обозначало либо само государство Урарту, либо центральную его часть. Современное название озера по названию селения Ван, а оно от арм. «ван» — «деревня, местожительство, обитаемое место»; упоминается также название племени ван, но оно, по-видимому, вторично; «живущие на озере Ван» или более раннее «жители селения Ван». В древности были также названия Арджиш, Тиррих, Хилат и др.

## История изучения
Озеро Ван упоминалось в исторических и географических трудах с древнейших времён. В античный период географ Страбон описывал озеро Ван так:

Есть в Армении также большие озёра. … Другое — Арсена, называемое также Фопитидой. Оно содержит соду, очищает и восстанавливает одежду. Однако в силу этой примеси соды вода озера негодна для питья.

Кроме того, Страбон, ссылаясь на данные Эратосфена, утверждал, что река Тигр протекает через середину озера Ван (и в этой части озеро является пресным), после чего уходит под землю и вновь появляется в другом месте.
Основной географической проблемой этого периода являлся поиск стока воды из озера Ван и его связи с бассейнами рек Тигр и Евфрат. Наличие подобной связи предполагалось на основании карты высот региона и циркулирующих в тот период среди местного курдского населения слухов о соединении посредством озера Ван бассейнов этих рек. Некоторые справочные издания того времени, включая девятое издание Энциклопедии Британники 1875—1889 гг., на основании этих данных писали, что «аборигены говорят о подземных каналах, по которым воды озера соединяются с истоками реки Тигр», и что «озеро Назик, лежащее на водоразделе, вследствие редкого феномена посылает свои воды как в озеро Ван, так и в Евфрат». Один из исследователей на страницах авторитетного географического журнала того времени предполагал, что обнаружил другую подземную связь Евфрата и озера Ван через отверстие на сколах вулкана Немрут. Эти взаимосвязи так и остались на уровне предположений и слухов, и из следующего переработанного издания Британники 1910—1911 гг. были исключены. Вместе с этим в этот период было сделано подтвердившееся впоследствии предположение о том, что необычное строение водоразделов в регионе и само образование озера Ван связано с крупным извержением вулкана Немрут.
Систематический анализ глубин озера так и не был проделан в этот период, не изучался также состав воды озера. В XX веке вплоть до восьмидесятых годов исследовательские работы на озере не проводились, что было в основном связано с политической нестабильностью в регионе. Сложившаяся ситуация привела к тому, что многие географические работы и справочники XX века (включая Большую советскую энциклопедию третьего издания) допускали серьёзные ошибки в оценке средней и максимальной глубин озера, а также, как следствие, грубые ошибки в оценках его объёма. Например, средняя глубина озера указывалась в диапазоне от 6 до 40 метров, что значительно ниже установленной позже корректной цифры в 161,2 метра.

## Происхождение озера
Озеро Ван расположено в западной части котловины тектонического происхождения, которая окружена несколькими горными системами: Восточным Тавром с юга, Курдскими горами с востока и хребтом Аладаглар с северо-востока. На западе и северо-западе котловины расположены несколько потухших вулканов, включая стратовулканы Сюпхан и Немрут. В среднюю плейстоценовую эпоху, около 200 тысяч лет назад, извержение вулкана Немрут образовало поток лавы протяжённостью свыше 60 километров, который заблокировал сток вод из Ванской котловины в Мушскую котловину, относящуюся к бассейну близлежащей реки Мурат, что и привело к образованию озера. Таким образом, озеро Ван занимает самую глубокую часть крупной котловины, окружённой горами. Существует вероятность, что через определённое время эрозия Восточного Тавра притоками реки Ботан-Чайи (приток Тигра) образует новый сток вод озера в бассейн реки Тигр, и озеро Ван уменьшится или перестанет существовать.
|                                             |                        |                              |                    |
| Вид на южный берег и горы Восточного Тавра. | Вид с острова Ахтамар. | Вид на северный берег озера. | Южный берег озера. |

## Физиография
Площадь озера Ван составляет 3574 км², что делает его самым крупным озером Турции и вторым по площади (после озера Урмия) озером Ближнего Востока. Местные жители исторически называют озеро Ван «морем». Озеро Ван расположено на высоте 1648 м над уровнем моря, имеет неправильную форму, отдалённо напоминающую треугольник. Ширина озера в самой широкой его части составляет 119 километров. Озеро делится узким проливом на небольшую и очень неглубокую северную часть и на крупную южную часть, где глубины достигают 451 метра. Средняя глубина озера Ван составляет 161,2 метра, общий объём воды 576 км³. Берега озера, в основном, обрывистые. На озере Ван расположено множество мелких островков, особенно вблизи берегов, и четыре крупных острова: Гадир (Лим), Чарпанак, Ахтамар и Атрек. Гадир (Лим), самый крупный остров, располагается в северной части озера. Чарпанак лежит у восточного берега, а острова Ахтамар и Атрек находятся недалеко друг от друга у южного берега озера. Недалеко от озера Ван располагаются озёра Назик (на северо-западе, высота 1870 м над уровнем моря), Эрчек (на востоке, высота 1890 м над уровнем моря) и Арин (на севере).
|  | Цифрами обозначены: 1. Стратовулкан Немрут-Даг, высотой 2948 м. На фотографии видно небольшое озеро, образовавшееся внутри восьмикилометрового кратера вулкана, и шестидесятикилометровый поток лавы, вытекавший строго на север (вверх по фотографии), который и привёл к образованию озера Ван. 2. Стратовулкан Сюпхан, высотой 4058 м. 3. Озеро Назик, на высоте 1876 м над уровнем моря. 4. Озеро Эрчек, на высоте 1890 м над уровнем моря. 5. Озеро Арын. 6. Остров Лим (Адир), на острове остатки армянского монастыря XVI века. 7. Остров Артер (Куш), на острове сохранилась армянская часовня. 8. Остров Ахтамар. На острове сохранилась армянская церковь Святого Креста (арм. Սուրբ Խաչ), построенная в начале X века н. э. 9. Остров Ичери-Чарпанак. |

### Питание озера и уровень воды
В настоящее время озеро питают четыре небольшие реки: Бендимахи и Зейлан-Дереси с севера, Карашу и Мичингер с востока, а также весеннее таяние снегов близлежащих гор. Самая крупная из этих четырёх рек, Зейлан-Дереси (Зейлан), берёт начало в горах Аладаглар. На реке Карашу образовано водохранилище.
Кроме этого, озеро Ван испытывает малоисследованные крупные, возможно циклические, колебания уровня воды, например, в девяностые годы XX века уровень воды в озере неожиданно поднялся на 2,6 метра, затопив большие площади сельскохозяйственных угодий. К 2000 году воды озера немного отступили. Ещё первые исследователи озера обратили внимание на террасы по берегам, которые свидетельствовали о том, что ранее уровень воды в озере был на 55 метров выше, чем в настоящее время. Последующие исследования подтвердили, что в середине последнего оледенения, около 18 тысяч лет назад, уровень озера Ван был на 72 метра выше, чем в настоящее время. В 1990 году на озере Ван работала международная исследовательская экспедиция, которая провела глубоководное бурение и взяла пробы минеральных отложений со дна озера. Одним из неожиданных результатов бурения оказался факт, что озеро Ван почти пересохло, распавшись на соляные лужицы около 17 тысяч лет назад, а потом наполнилось вновь. Большинство исследователей связывают это событие с климатическими изменениями, хотя точные причины этого явления, возможность повторения пересыхания озера и связь климатических изменений в районе озера Ван с соседними регионами всё ещё остаются предметом дискуссий. Исследователи также отмечают возможную схожесть явлений, происходивших с озером Ван 15—18 тысяч лет назад, и явлений, которые в настоящее время происходят с Мёртвым морем.
|  | Справа: График изменений уровня воды в озере Ван за последние 20 тысяч лет. Около 17—18 тысяч лет уровень воды в озере упал на 450 метров, и озеро практически пересохло. График сделан по данным группы немецких учёных. Внизу: График изменений уровня воды в озере Ван в период с 1944 по 1994 годы. Колебания уровня воды в этот период происходили в 4-метровом коридоре. График сделан по данным группы учёных, принимавших участие в экспедиции 1990 года. |  |  |
|  | |  |  |

### Климат
Озеро Ван расположено на Армянском нагорье, которое отличается довольно суровым резко континентальным климатом. Средние температуры в центре Армянского нагорья составляют в июле от +22 до +25 °C, в январе от −16 до −12 °C. В особенно холодные зимние дни температура в центре нагорья достигает −45 °C. Озеро Ван смягчает климат близлежащих окрестностей, поэтому в городе Ван, на берегу озера, средние температуры составляют в июле +22,5 °C, в январе −3,5 °C. Среднегодовое количество осадков в бассейне озера Ван колеблется от 400 до 700 мм. Благодаря смягчённому озером климату и искусственному орошению в прибрежных областях, несмотря на высоту 1700 м над уровнем моря, в окрестностях озера Ван произрастают и хорошо плодоносят растения, растущие в средиземноморском климате: оливковое дерево, яблони, персики, гранаты и другие садовые культуры.

### Состав воды
Средняя солёность воды в озере Ван составляет 22 ‰, что ниже среднего уровня солёности морской воды, который равен 35 ‰, однако в южной части озера присутствуют впадины глубиной свыше 100 м, где солёность воды достигает 67 ‰.
В воде озера Ван содержится также карбонат кальция (CaCO3). Содержание кальция составляет около 4 мг/л.
Анионовая последовательность: HCO3−·CO32− > Cl− > SO42−. Содержание кислорода в воде составляет 8 мг/л у поверхности, падает до 5 мг/л на глубине 75 метров, далее до 1,5 мг/л на глубинах 400 метров.
|                                            | Содержание щелочей мэкв/л | Cl− мэкв/л | SO42− мэкв/л | Na+ мэкв/л | Mg2+ мэкв/л | Ca2+ мэкв/л | pH   |
| ------------------------------------------ | ------------------------- | ---------- | ------------ | ---------- | ----------- | ----------- | ---- |
| На глубине 3 м                             | 151,2                     | 160,2      | 48,86        | 337,9      | 8,870       | 0,210       | 9,74 |
| На глубине 440 м                           | 155,8                     | 166,5      | 50,9         | 347,5      | 9,072       | 0,174       | 9,69 |
| Морская вода у поверхности (для сравнения) | 2,33                      | 546        | 56,6         | 468        | 106,2       | 20,6        | 8,24 |

## Культурная история
Первые следы пребывания человека в районе озера Ван известны со времён палеолита. С неолитических времён племена, живущие в районе озера, уже занимались выплавкой металлов. Первым государством в районе озера Ван, по-видимому, было Урарту, существовавшее здесь с XI по VI века до н. э. На берегу озера, на месте современного города Ван в этот период находилась столица Урарту, город Тушпа. Семидесятикилометровый канал, построенный урартским правителем Менуа в VIII веке до н. э. для снабжения Тушпы пресной водой, существует до сих пор. После поражения Урарту от ассирийцев в VII веке до н. э. Урарту постепенно приходит в упадок и перестаёт существовать в VI веке до н. э. Остатки построек с надписями урартских царей Сардури I, Ишпуини, Менуа, Аргишти I сохранились в районе озера.
На смену Урарту через некоторое время приходят древнеармянские государства, одно из них государство Великая Армения, «страна трёх морей» (озера Ван, озера Урмия и озера Севан). На берегах озера и на его островах сохранились памятники армянской храмовой и фортификационной архитектуры. Наиболее известный и хорошо сохранившийся памятник — церковь Святого Креста (арм. Սուրբ Խաչ), построенная в X веке нашей эры на острове Ахтамар. Неподалёку от северо-западного побережья озера расположено село Хацик (Хацекац), где в 361 году родился создатель армянского, грузинского и албанского алфавитов Месроп Маштоц.
| | |
| Развалины урартской крепости, вероятно построенной при Сардури I для укрепления столицы Урарту, города Тушпы, в IX веке до н. э. | Армянская церковь Святого Креста (арм. Սուրբխաչ), сооружённая на острове Ахтамар с 915 по 921 годы при армянском феодале Гагике Арцруни на фундаменте древней урартской постройки. |

В течение последующего исторического периода Армения временами обретала самостоятельность, а временами оказывалась последовательно под господством Парфии и Римской империи, а к XIX веку входила в состав Османской империи. В результате Первой мировой войны Османская империя начала распадаться, к власти пришло младотурецкое правительство, которое в 1915—1918 годах частично выселило, частично уничтожило армянское население региона (см. Геноцид армян). В настоящее время в районе Вана в основном проживают курды, есть также киргизы переселившиеся из Афганистана по приглашению турецкого правительства.
В целом история региона полна многочисленными переселениями и завоеваниями, поэтому многие исторические аспекты остаются предметом дискуссий. Кроме этого, согласно последним генетическим исследованиям курды, турки и армяне генетически очень близки.
|                                                                                |                             |                                                        |                                                                       |
| Армянский монастырь Нарекаванк, у южного берега озера Ван (снесен в 1951 году) | Хачкары у берегов озера Ван | Армянский монастырь Святого Иоанна на острове Чарпанак | Развалины армянского монастыря Святого Георгия на острове Гадир (Лим) |

## Экономика
В районе озера не развита промышленность, кроме того он плохо связан с остальной транспортной сетью страны. Жители близлежащих районов занимаются в основном земледелием и скотоводством, а в прибрежных районах — садоводством, рыболовством и солеварением.
По озеру проходит паромная переправа на железнодорожной линии, соединяющей железнодорожную сеть Турции с городом Ван и далее с Ираном. Ванский паром курсирует регулярно, на южном берегу озера есть небольшая судоверфь.
В начале XXI века правительство Турции прилагает усилия для привлечения туристов в район озера Ван. В 2006 году были выделены средства для реконструкции армянской церкви Святого Креста, сохранившейся в этом районе, а также активизировались древнеармянские легенды о присутствии в озере «Ванского чудовища» (тур. Van Gölü Canavarı), наподобие Лох-Несского чудовища.